# Blauet lluent
El blauet lluent (Alcedo quadribrachys) és un blauet, per tant un ocell de la família dels alcedínids (Alcedinidae) que habita llacs, aiguamolls i manglars d'Àfrica Occidental i Central, des del Senegal i Gàmbia cap a l'est fins a Uganda i cap al sud fins al nord i est d'Angola i el sud-oest de Zàmbia.